# 尤金·弗朗西斯·維多克

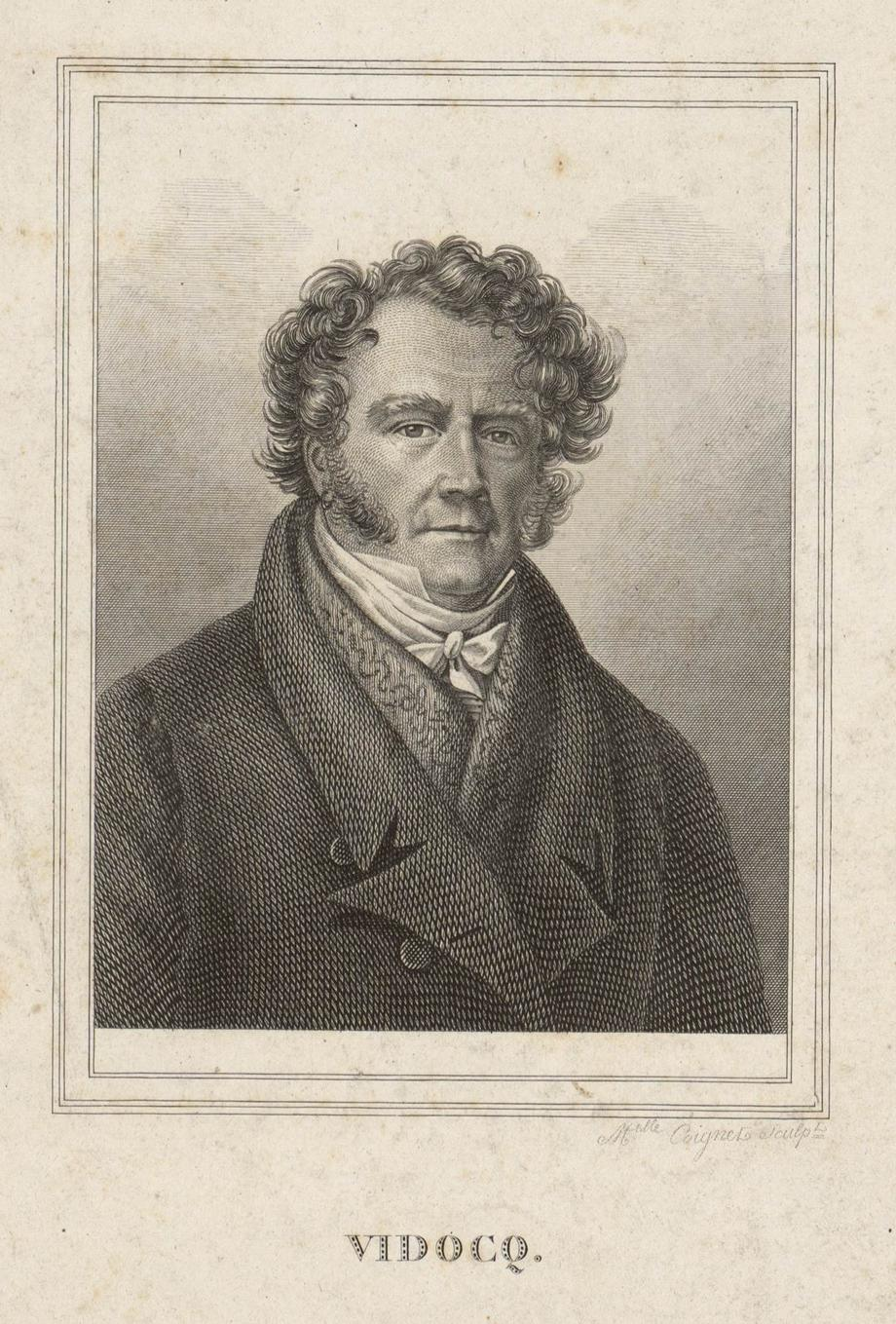
尤金·法蘭索瓦·維多克

尤金·法蘭索瓦·維多克（法語：Eugène François Vidocq，1775年7月23日—1857年5月11日）是法國罪犯，之後成為巴黎警方的秘密線人，並成為國家警察設立於巴黎地區的犯罪捜査局初代局長。以後成為世界第一位偵探。

## 略歷
出生於阿拉斯。直到15岁前都過著自由自在的生活，16歳時進入步兵連隊，但由於討厭軍隊生活，因此5年後退伍。這時因為沒有拿到退伍証明書，被當作逃兵而遭逮捕入獄。入獄時還被冤枉是偽造貨幣犯的共犯，因此被判處在布雷斯特的監獄服終身勞役。從那之後的10年間因為多次逃獄以及被逮捕而認識許多重刑犯，並因此知悉地下社會的相關情報以及犯罪方法，還成為逃獄高手以及變妝大師。出獄後，擔任巴黎警方的秘密線人並負責出售其在監獄中獲得的情報資訊。在這個世界中靠著其傑出的手腕，終於成為國家警察創設於巴黎地區的犯罪捜査局的初代局長。維多克的捜査局後來也成為巴黎警局的前身。
經常使用告密以及間諜方法而成功破獲犯罪。另一方面，他也確立了將獲得的罪犯資訊以及犯罪方法等資料分類成數量龐大的卡片，並配置給各地警察的科學性捜査方法。之後他離開搜查局並設立個人事務所，成為世界第一位偵探，並創下受到3000人委託的傲人紀錄。
著作有『維多克回憶錄 Mémoires de Vidocq』（1827年），他那奇妙的人生經歷以及異常的犯罪紀錄給予偵探小説創始人埃德加·愛倫·坡，埃米爾·加博里歐以及亞瑟·柯南·道爾巨大的影響。另外於歐諾黑·德·巴爾札克的『高老頭』等作品中登場的伏脫冷，很明顯就是以他為原型所創作（『高老頭』執筆前的1834年4月，巴爾札克還與他見過面），維克多·雨果的『悲慘世界』中的尚萬強以及賈維爾也是從他身上得到靈感而創作出來。

## 法蘭索瓦登場的作品
電影
維多克(2001年的法國電影)
漫畫
信長之槍
遊戲
刺客教條：大革命

## 備註
1. ↑  Hunt, p. 91; Oliver, p. 149.

## 外部連結
- Holden Police Dept page about Vidocq